# Henryk VI Hohenstauf
Henryk VI Hohenstauf, niem. Heinrich VI. (ur. w listopadzie 1165 w Nijmegen, zm. 28 września 1197 w Mesynie) – król Niemiec w latach 1190–1197 (koronowany w 1169), cesarz rzymski w latach 1191–1197, król Sycylii (wraz z żoną Konstancją) w latach 1194–1197 z dynastii Hohenstaufów. Jeden z najpotężniejszych władców w historii Niemiec.

## Panowanie

### Sukcesja w Niemczech i na Sycylii
Henryk VI był synem cesarza Fryderyka Barbarossy i hrabiny Palatynatu Burgundzkiego Beatrycze I. Jego młodszym bratem był późniejszy król niemiecki Filip Szwabski. W czerwcu 1169 niemający jeszcze 4 lat Henryk, dzięki zabiegom ojca, został wybrany i koronowany w Bambergu na króla Niemiec. W 1184, podczas Hoftagu (zjazdu książąt) w Moguncji Fryderyk uroczyście pasował obu synów na rycerzy. Podczas jednej z wypraw ojca do Lombardii, 27 stycznia 1186 w Mediolanie Henryk ożenił się z 12 lat od niego starszą królewną sycylijską Konstancją, córką Rogera II. Przez to małżeństwo uzyskał prawa do tronu sycylijskiego po śmierci siostrzeńca Konstancji, Wilhelma II. Jednakże w 1189 na tronie zasiadł wybrany przez szlachtę sycylijską hrabia Tankred z Lecce, syn Rogera (brata Konstancji) z nieprawego łoża. Papież Klemens III potajemnie popierał Tankreda, obawiając się okrążenia Państwa Kościelnego przez posiadłości cesarskie, z drugiej strony, licząc się z siłą Hohenstaufów, obiecał Henrykowi koronację cesarską. W tym samym roku Henryk objął regencję w Niemczech na czas III wyprawy krzyżowej, w której wziął udział jego ojciec, cesarz Fryderyk. Krucjata ta zakończyła się nieszczęśliwie dla Hohenstaufów – 10 czerwca 1190 cesarz utonął w trakcie kąpieli w rzece Salef, skutkiem czego Henryk stał się jedynowładcą Niemiec. W 1191, po uporaniu się z kłopotami w Rzeszy, Henryk wraz z Konstancją pojawił się we Włoszech, a papież Celestyn III, następca Klemensa, bez oporu koronował go na cesarza (15 kwietnia). Następnie para cesarska ruszyła na południe i przystąpiła do oblężenia Neapolu. O tym jak bardzo Henrykowi zależało na koronie sycylijskiej świadczy fakt, że pogodził się nawet z największym swoim wrogiem, Henrykiem Lwem, który po wygnaniu powrócił do Saksonii i zaczął się w niej umacniać. W trakcie działań wojennych cesarz zachorował i musiał powrócić do Niemiec, tym bardziej że wiadomość o jego porażce ponownie zmobilizowała opozycję niemiecką, której przewodził teraz sprzymierzony z Sasami arcybiskup Kolonii Adolf I z Alteny. Konstancja została pojmana i wydana Tankredowi, ten jednak uwolnił ją dzięki mediacji papieża. Tymczasowo sprawa sukcesji sycylijskiej została zawieszona.

### Podbój Sycylii

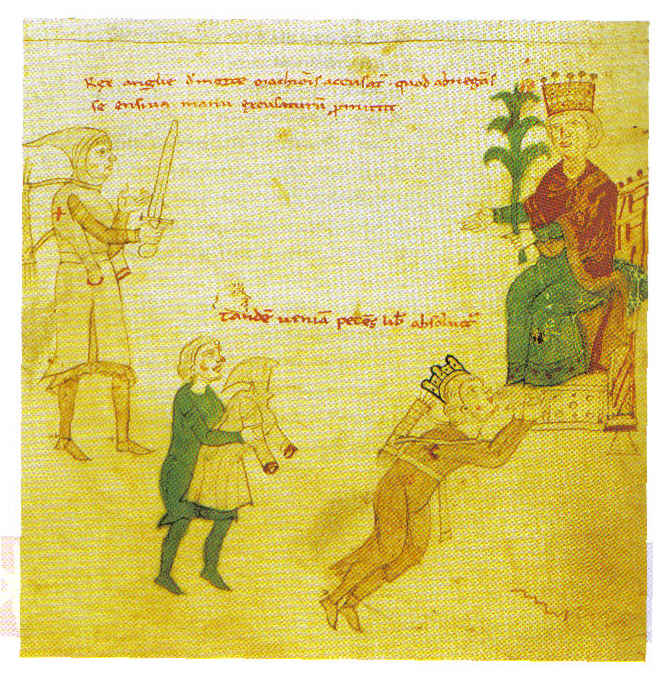
Henryk VI przyjmuje hołd Ryszarda Lwie Serce

W 1192 Henryk wziął w niewolę wracającego z wyprawy krzyżowej króla Anglii Ryszarda I Lwie Serce, pojmanego przez cesarskiego wasala, księcia Austrii Leopolda V. Ryszard od początku wspomagał swojego szwagra, Tankreda, w wojnie z Henrykiem. Cesarz zwrócił królowi angielskiemu wolność dopiero po dwóch latach, 4 lutego 1194, w zamian za złożenie hołdu lennego i zapłacenie wysokiego okupu. Henryk wynagrodził Leopolda przyznając mu inwestyturę na Styrię, którą ten odziedziczył właśnie w wyniku dyplomatycznych układów. 20 lutego 1194 zmarł Tankred. Na tronie sycylijskim zasiedli jego synowie, Roger III, a następnie Wilhelm III. Za pieniądze uzyskane od Anglików Henryk wystawił liczną armię i flotę. Strach przed tą potęgą skłonił sycylijskie miasta i baronów do poddania się cesarzowi bez walki. Jeszcze w 1194 Henryk i Konstancja bez większych problemów przejęli władzę nad Sycylią, a wraz z nią bardzo zasobny skarbiec królewski. Para została ukoronowana w Palermo w Boże Narodzenie 1194. Irenę Angelinę, wdowę po Rogerze, a zarazem córkę cesarza bizantyjskiego Izaaka II Henryk ożenił ze swoim bratem Filipem, którego w 1195 mianował zarządcą Toskanii, a rok później księciem Szwabii. Swojego uznania dla rządów Henryka na Sycylii konsekwentnie odmawiał papież, któremu w razie zjednoczenia północnych i południowych Włoch pod berłem cesarza groziło popadnięcie w trwałą zależność od tego ostatniego.

### Projekt cesarstwa uniwersalnego
Hołd wasalny Ryszarda Lwie Serce przynosił Henrykowi VI podwójną korzyść: Anglia została wyłączona z rozgrywki sycylijskiej, a jednocześnie stała się lennem Świętego Cesarstwa. Od 1194, po zajęciu Sycylii, Henryk planował też wyprawę na Grecję w celu podporządkowania lub nawet aneksji Bizancjum. Małżeństwo Filipa z Ireną dawało cesarzowi pretekst do wysuwania pretensji do tronu w Konstantynopolu. Grożąc wojną cesarz zmusił władcę bizantyjskiego Aleksego III do zapłacenia mu pokaźnego trybutu. Atak na Bizancjum odłożył wskutek nalegań papieża, który przekonywał, że zamiast podbijać cesarstwo wschodnie powinien raczej walczyć przeciw muzułmanom. W 1195 Henryk zobowiązał się do organizacji krucjaty zabiegając o papieską zgodę na swoje panowanie na Sycylii. Cesarz dążył też do objęcia swoim zwierzchnictwem inne królestwa, starając się w ten sposób realizować koncepcję cesarstwa uniwersalnego, dlatego przyjął hołdy lenne od królów: Armenii Leona II i Cypru Amalryka II. Przy okazji oplatał Bizancjum siecią swoich politycznych wpływów, nigdy bowiem ostatecznie nie zrezygnował z ambicji zajęcia Konstantynopola.

### Zabiegi o dziedziczność tronu w Rzeszy
Henryk umacniał też wewnętrzną spoistość i władzę centralną Rzeszy Niemieckiej, jednocześnie prowadząc szeroko zakrojoną politykę dynastyczną. Chcąc uzyskać dziedziczność tronu w Niemczech, w 1196 Henryk zwołał Hoftag w Würzburgu, podczas którego zaproponował książętom niemieckim prawo dziedziczenia lenn przez boczne linie ich rodów oraz aneksję królestwa Sycylii do Rzeszy. W swych staraniach o dziedziczność niemieckiej korony cesarz miał po swojej stronie arcybiskupa Moguncji i zarazem kardynała-legata, Konrada von Wittelsbacha. Z jego pomocą początkowo zdobył aprobatę większości książąt. Ostatecznie jednak dyplomatyczna kontrofensywa ich adwersarza, arcybiskupa Kolonii Adolfa doprowadziły do upadku całego planu. Mimo że projekt monarchii dziedzicznej przepadł, jeszcze w 1196 Fryderyk został wybrany na króla Niemiec, co gwarantowało Hohenstaufom sukcesję przynajmniej w następnym pokoleniu. Tymczasem narastało napięcie w stosunkach cesarsko-papieskich. Celestyn III skarżył się, że Filip Szwabski narusza prawa papieża i miast lombardzkich. Henryk VI usiłował wtedy przekonać papieża do tego, aby udzielił Fryderykowi II, elektowi w Niemczech i dziedzicowi na Sycylii, chrztu i namaszczenia królewskiego. Celestyn, uparcie sprzeciwiający się unii niemiecko-sycylijskiej, odmawiał. Ostatecznie Henryk miał zaoferować papieżowi układ, zgodnie z którym Państwo Kościelne wróciłoby pod bezpośrednią władzę cesarza, a papież otrzymywałby od Cesarstwa stałą i wysoką daninę.

### Ku absolutyzmowi

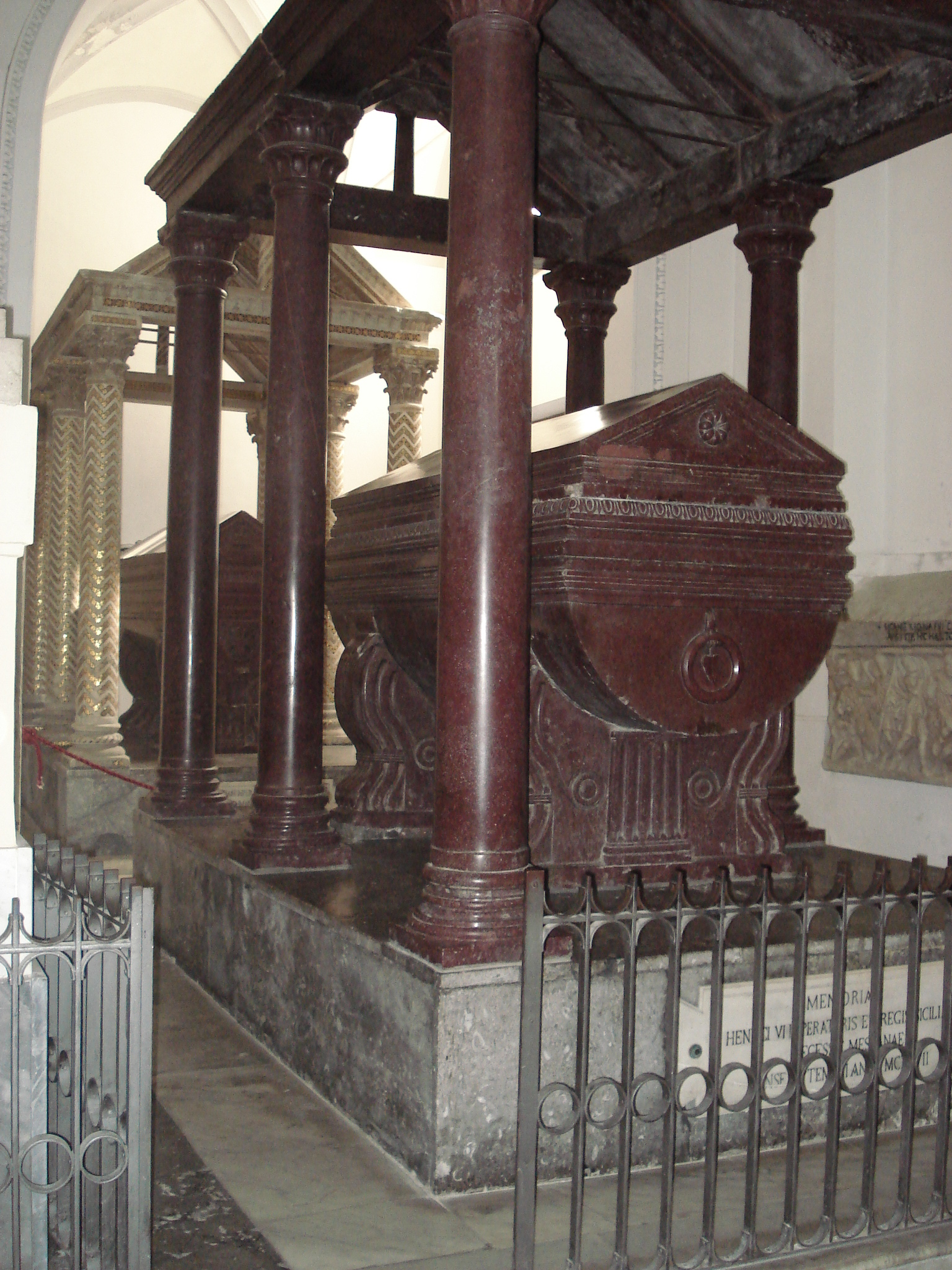
Sarkofag Henryka VI w Palermo

Jeszcze w 1196 Henryk wyjechał z Rzymu na Sycylię. W Kapui zwołał radę nadworną, przeprowadził okrutne represje wobec dawnych przeciwników i wprowadził stały i powszechny podatek. W 1197 na radzie w Palermo nakazał lustrację dokumentów królewskich z poprzednich lat. Baronowie sycylijscy wyczuwali zamysł Henryka, aby cofnąć donacje i przywileje jego poprzedników. Zawiązał się przeciw niemu spisek, dążący do osadzenia na tronie jednego z miejscowych dygnitarzy. Został jednak wykryty, po czym niemieckie wojsko Henryka, stacjonujące we Włoszech z zamiarem wyruszenia przeciw Turkom, pokonało opozycjonistów w bitwie pod Katanią. Przeprowadzono pokazowe, niezwykle okrutne egzekucje spiskowców. W związku z komplikacją sytuacji na Sycylii cesarz nie wziął udziału w wyprawie, którą wyprawił do Ziemi Świętej. Planował dołączyć do swojej armii później, lecz przeszkodził mu atak malarii.

## Śmierć
Henryk VI Hohenstauf zmarł 28 września 1197 w Mesynie. Pochowany został w katedrze w Palermo. Na łożu śmierci polecił żonie i synowi, aby złożyli papieżowi hołd lenny z Sycylii, jak również księstw Ankony i Rawenny, a ponadto zwrócili mu posiadłości odebrane wcześniej przez Cesarstwo. Tymi ustępstwami mieli pozyskać przychylność Kościoła dla sprawy dziedziczenia tronu zarówno w Palermo, jak i w Niemczech. Historia pamięta Henryka jako władcę dalekowzrocznego, utalentowanego i zdecydowanego, który był bliski budowy silnej monarchii ogólnoniemieckiej, zjednoczenia Włoch i narzucenia dominacji cesarskiej pozostałym władcom chrześcijańskim.

## Małżeństwa i potomstwo
Żoną Henryka VI była Konstancja Sycylijska, córka króla Sycylii Rogera II. Ze związku tego pochodził Fryderyk II Hohenstauf.

## Genealogia
| Fryderyk II Hohenstauf ur. ok. 1090 zm. 4 lub 6 IV 1147 | Fryderyk II Hohenstauf ur. ok. 1090 zm. 4 lub 6 IV 1147 |                                                   |                                                   | Judyta Welf 1) ur. ok. 1100 zm. 22 II po 1130 | Judyta Welf 1) ur. ok. 1100 zm. 22 II po 1130 |  |  | Rajmund III ur. ok. 1093 zm. 22 I 1148 | Rajmund III ur. ok. 1093 zm. 22 I 1148 |                                     |                                     | Agata ur. 1115 zm. 1147 | Agata ur. 1115 zm. 1147 |
|                                                         |                                                         |                                                   |                                                   |                                               |                                               |  |  |                                        |                                        |                                     |                                     |                         |                         |
|                                                         |                                                         |                                                   |                                                   |                                               |                                               |  |  |                                        |                                        |                                     |                                     |                         |                         |
|                                                         |                                                         | Fryderyk I Barbarossa ur. ok. 1122 zm. 10 VI 1190 | Fryderyk I Barbarossa ur. ok. 1122 zm. 10 VI 1190 |                                               |                                               |  |  |                                        |                                        | Beatrycze I ur. 1145 zm. 15 XI 1184 | Beatrycze I ur. 1145 zm. 15 XI 1184 |                         |                         |
|                                                         |                                                         |                                                   |                                                   |                                               |                                               |  |  |                                        |                                        |                                     |                                     |                         |                         |
|                                                         |                                                         |                                                   |                                                   |                                               |                                               |  |  |                                        |                                        |                                     |                                     |                         |                         |
|                                                         |                                                         |                                                   |                                                   |                                               |                                               |  |  |                                        |                                        |                                     |                                     |                         |                         |

|                                                        |  | Konstancja Sycylijska ur. 1154 zm. 27 XI 1198 OO 27 I 1186 | Konstancja Sycylijska ur. 1154 zm. 27 XI 1198 OO 27 I 1186 | Henryk VI Hohenstauf ur. XI 1165 zm. 28 IX 1197 | Henryk VI Hohenstauf ur. XI 1165 zm. 28 IX 1197 |  |  |  |  |
|                                                        |  |                                                            |                                                            |                                                 |                                                 |  |  |  |  |
|                                                        |  |                                                            |                                                            |                                                 |                                                 |  |  |  |  |
|                                                        |  |                                                            |                                                            |                                                 |                                                 |  |  |  |  |
| Fryderyk II Hohenstauf ur. 26 XII 1194 zm. 13 XII 1250 |  |                                                            |                                                            |                                                 |                                                 |  |  |  |  |

| 1. Córka Henryka IX Welfa |